# Bibliothèque cantonale d'Argovie
 (avril 2022).
Si vous disposez d'ouvrages ou d'articles de référence ou si vous connaissez des sites web de qualité traitant du thème abordé ici, merci de compléter l'article en donnant les références utiles à sa vérifiabilité et en les liant à la section « Notes et références ».
La Bibliothèque cantonale d’Argovie est une bibliothèque scientifique publique à Aarau. Elle met à disposition toutes sortes de documents et aide les utilisateurs à faire leurs recherches. Son fonds couvre particulièrement les sciences humaines. Le mandat de la bibliothèque est inscrit dans la loi cantonale sur la culture.

## Historique
La base de la bibliothèque est constituée à partir des archives de l’influente famille zougoise Zurlauben, que Béat Fidèle Zurlauben a enrichies d'une dizaine de milliers d'ouvrages. En 1803, la République helvétique achète cette collection, appelée zurlaubiana, avec l'intention de fonder à Aarau une bibliothèque nationale. Cependant, la République helvétique est dissolue avant d'avoir réalisé ce projet. La collection devient donc une possession du nouveau canton d'Argovie, fondé en 1803. La bibliothèque ouvre officiellement ses portes en 1807. 
Le premier bibliothécaire est Josef Anton Xaver von Balthasar, qui est également bibliothécaire cantonal de Lucerne dès 1814. En 1806, il rédige un premier catalogue de la collection de la bibliothèque cantonale d'Argovie avec l'aide  d'Ambrosius Bloch, le père bénédictin de l'abbaye de Muri. 
En 1841, les couvents du canton d'Argovie sont fermés dans le cadre de l'affaire dite "des couvents d'Argovie". À la suite de cet événement, la bibliothèque cantonale ajoute à ses collections les bibliothèques de l'abbaye de Muri et de l'abbaye de Wettingen. 

## Fonds
Aujourd’hui, la bibliothèque cantonale d’Argovie possède environ 500 000 documents. La pièce la plus ancienne est un parchemin écrit du début du IXe siècle. 
Une partie des manuscrits médiévaux de la bibliothèque sont visibles dans la bibliothèque virtuelle E-codices. 

### Argoviensia
La mission traditionnelle de la bibliothèque est la récolte et la conservation de toutes les publications argoviennes, c’est-à-dire tous les documents écrits par les Argoviens, édités dans le canton ou bien traitant de l’Argovie. Les maisons d’édition fournissent à la bibliothèque régulièrement leur programme. L’archive de l’Aargauer Zeitung (le journal argovien) remonte jusqu’en 1889. 
En 2007, le BCA possède 1 225 manuscrits et plusieurs milliers d’œuvres imprimés, dont 764 incunables qui ont été imprimés avant 1500.